# Vlaška (Ćuprija)
Vlaška (em cirílico: Влашка) é uma vila da Sérvia localizada no município de Ćuprija, pertencente ao distrito de Pomoravlje, na região de Veliko Pomoravlje. A sua população era de 298 habitantes, segundo o censo de 2011.

## Demografia
| 1948 | 1953 | 1961 | 1971 | 1981 | 1991 | 2002 | 2011 |
| ---- | ---- | ---- | ---- | ---- | ---- | ---- | ---- |
| 737  | 790  | 816  | 797  | 831  | 856  | 372  | 298  |